# Punto di Lemoine
Dato un triangolo {\displaystyle ABC,} le sue simmediane (ossia le simmetriche alla mediana rispetto alla bisettrice) concorrono in un punto {\displaystyle K} che prende il nome di punto di Lemoine.
Osserviamo che in un primo momento il punto di Lemoine assunse il nome di centro delle mediane antiparallele, quindi divenne il punto simedianico, il punto di Grebe ed infine gli fu dato il nome di punto di Lemoine in onore del matematico francese Émile Lemoine (1840-1912) che per primo si era dedicato al suo studio.
Il punto di Lemoine si può anche ottenere come punto in cui si intersecano i tre segmenti che rispettivamente passano per il punto medio di un lato e il punto di mezzo dell'altezza su tale lato.
Quindi il punto di Lemoine di un triangolo rettangolo è il punto medio dell'altezza sull'ipotenusa.
Il punto di Gergonne di un triangolo {\displaystyle T} è il punto di Lemoine del triangolo di contatto di {\displaystyle T.}
Il punto di Lemoine corrisponde al punto di Brianchon dell'inellisse di Brocard.

## Parallele di Lemoine
Dato un triangolo {\displaystyle ABC} e il punto di Lemoine {\displaystyle K,} le rette passanti per {\displaystyle K,} condotte parallelamente ai lati del triangolo e limitate ad essi prendono il nome di rette parallele di Lemoine. Le intersezioni delle rette con i lati del triangolo individuano sei punti che hanno la proprietà di giacere sulla medesima circonferenza detta primo cerchio di Lemoine.